# 髙橋望
髙橋 望（たかはし のぞむ）は、埼玉県秩父市生まれの日本のピアニスト。

## 略歴
埼玉県秩父市出身。ドレスデン国立音楽大学 Hochschule für Musik Carl Maria von Weber Dresden にてピアノをペーター・レーゼルに師事。同大学にて演奏家資格試験(Konzertexamen)を最優秀の成績で修了。同大学院マイスタークラス(Meisterklasseexamen)修了。
J.S.バッハのゴルトベルク変奏曲をライフワークとし、2014年より毎年1月に東京で同曲のリサイタルを行い、「ドレスデン音大で名匠ペーター・レーゼルに師事した髙橋は、師のDNAさながらに作品を掘り下げる。定期的に取り上げているJ.S.バッハ《ゴルトベルク変奏曲》も発酵の極みを実感した。同曲をモダン・ピアノで奏する際、解釈も奏法も様々である。 しかし 髙橋は全編、作品の真意探求と 楽器の可能性を披露し、会場の空気感も功を奏しての名演。特に評価したいのは、弾く姿勢(体幹)に芯があることと、耳の良さとセンス。変奏曲だからと弾き走ることなく、強固でしなやかな構成感。2度、3度、4度と変わっていくカノンと、折り返して発展を見せる第16変奏以降の造りなど、モダン・ピアノだからこその多彩さ。響きもアゴーギクも時おり、ロマン派に通じる表現を見せるが、その知的な揺らぎは、これまでの様々な研鑽の結晶だろう。やり過ぎにならない理性は高潔で、と同時にアリアを含む全30変奏の深みを愉しく聴かせる豊かなイマジネーション。それらを表現する柔らかく使われた関節からの技巧も見事。"タカハシのゴルトベルク"とも言える商品価値である」(上田弘子氏「音楽の友」2016年4月号)など評価を得ている。
2015年のライヴCDは、レコード芸術にて準特選盤に選出。「主題の〈アリア〉を一聴してまず感じることは、高橋望が虚飾や野心のない、誠実な心情をもってこの作品に接していること。デリケートな漸強、漸弱の呼吸、つまり現代ピアノにおいて可能な表情性をはっきり意識して活用していること。以下につづく諸変奏においても、そのような演奏上の特色は一貫して変わらない。濁りのないタッチが、きわめて明確な美しい音像を描き出すことも言わねばならない。(中略)美しい音楽を聴いている、という実感がつねにある。高橋望が、節度のうちで、作品をまるごと歌い抜くからだ。」(濱田滋郎氏 「レコード芸術」2015年9月号)
- 1997年 - 第13回園田高弘賞ピアノコンクール準園田高弘賞（第3位）受賞。
- 1999年 - 第2回G・ガンドルフィ国際ピアノコンクール（イタリア・パルマ）第2位入賞

## ディスコグラフィー
- 『トロイメライ』ALMRecord（『レコード芸術』準推薦盤）ー2007年
- 『シューベルト・ピアノトリオ第2番ほか』Accustika　ー2010年
- 『ゴルトベルク変奏曲』Accutika（『レコード芸術』準特選盤）ー2015年
- 『平均律クラヴィーア曲集第1巻』（2枚組）（『レコード芸術』特選盤）ー2018年